# 전남일보
전남일보는 광주광역시의 지역 신문사이다. 1989년 1월 7일, 《전남일보》로 창간했고 같은 해 8월 9일 사옥을 신축하여 이전하였다. 2001년 2월 1일자로 조간으로 전환하였다.
주식회사 형태로 자본금은 약 67억원이고 주 총 발행면수는 116면이다. 지역별 판매비율은 지방 95%, 중앙 5%이다.  전남일보의 발행인/편집인 이재욱이다. 종사자수는 180여명이고 보급망으로 36개 지방지사와 21개 시내지국이 위치해 있다.

## 사시
- 민주주의 구현
- 진실보도 실천
- 지역개발 선도